# Leiterberger Platte
Die Leiterberger Platte ist ein etwa 18 ha großes Wildnisgebiet der Kategorie Ib am Leiterberg in Rheinland-Pfalz. Sie umfasst den Leiterberg und das gesamte angrenzende Gebiet. Sie ist als Kernzone eine „Zone für natürliche Entwicklung“.

## Lage
Das Gebiet liegt in der Gemarkung Waldleiningen im Landkreis Kaiserslautern. Die Grenze des Gebietes beginnt im Osten am gemeinsamen Grenzpunkt der Abteilungsgrenze Leiterberger Hald-Leiterberger Platte mit der Gemarkungsgrenze der Gemarkungen Waldleiningen und Elmstein, folgt der Gemarkungsgrenze in südwestlicher Richtung etwa 950 m bis zu einem nördlich abzweigenden Weg, folgt diesem an der Westseite etwa 10 m und dann dem westlich abzweigenden Weg an der Nordseite etwa 150 m. Sie knickt an der nächsten Wegegabelung in spitzem Winkel ab, verläuft weiter etwa 130 m auf der Südostseite des nordöstlich abzweigenden Weges zu einem Wegekreuz, folgt der Verlängerung des vorgenannten Weges weitere etwa 30 m zu einer Wegegabelung und begleitet ab dieser den südlich verlaufenden (rechts abzweigenden) Weg an der Südostseite in nordöstlicher Richtung etwa 200 m wiederum zu einer Wegegabelung, folgt ab dieser dem nördlich verlaufenden (links abzweigenden) Weg an dessen Ostseite etwa 280 m bis zur Abteilungsgrenze Luitberger Hald-Luitberger Platte und dieser in südöstlicher Richtung zurück zum Ausgangspunkt.

## Schutzzweck
Besonderer Schutzzweck der Kernzonen ist es, einen vom Menschen weitestgehend unbeeinflussten Ablauf der natürlichen Prozesse zu gewährleisten und hierüber die Eigendynamik natürlicher oder naturnaher Ökosysteme einschließlich der Böden und Gesteine sowie der sich daraus ergebenden Vielfalt an Lebensräumen, Tieren und Pflanzen auf Dauer zu schützen.
In den Kernzonen sind alle Handlungen verboten, die diese Räume beschädigen, verändern oder den besonderen Schutzzweck anderweitig beeinträchtigen können. Das Betreten, Reiten oder Befahren ist auf den mit Genehmigung der oberen Naturschutzbehörde entsprechend gekennzeichneten Wegen auf eigene Gefahr erlaubt. Der Genehmigung der oberen Naturschutzbehörde bedürfen alle Begehungen außerhalb der gekennzeichneten Wege, insbesondere zu Zwecken der Wissenschaft oder der Umweltbildung.